# Archboldomys
Archboldomys is een geslacht van knaagdieren uit de muizen en ratten van de Oude Wereld (Murinae) dat voorkomt in de bergen van Luzon in de Filipijnen. Dit geslacht omvat drie kleine, spitsmuisachtige, insectenetende muizen die in geïsoleerde berggebieden voorkomen. De nauwste verwanten zijn waarschijnlijk Rhynchomys en Chrotomys, twee andere Filipijnse geslachten.

## Ontdekkingsgeschiedenis
Het eerste exemplaar van dit geslacht werd in 1961 gevangen op Mount Isarog in het zuiden van Luzon. Dit dier zou 37 jaar lang de enige bekende vertegenwoordiger van Archboldomys blijven, maar het moest nog tot 1982 wachten voor het het holotype van Archboldomys luzonensis werd. De geslachtsnaam was een hommage aan Richard Archbold, de sponsor van een aantal expedities van het American Museum of Natural History naar onder andere Nieuw-Guinea. In 1988 en 1992 werden meer exemplaren van A. luzonensis gevangen op Mount Isarog. In datzelfde jaar 1992 werden op Mount Cetaceo in de Sierra Madre twee muizen gevangen die aanvankelijk als Crunomys fallax geïdentificeerd werden, maar daarna werden herkend als een Archboldomys. In 1999 kreeg dit dier, de tweede soort van het geslacht, de naam Archboldomys musseri. Tussen 2000 en 2003 werd een aantal exemplaren van Archboldomys gevangen in de provincie Kalinga in het noorden van Luzon. Deze populatie werd aanvankelijk tot A. musseri gerekend, maar in 2006 als een derde soort beschreven, Archboldomys kalinga.

## Verwantschappen
In de oorspronkelijke beschrijving ging Guy Musser ervan uit dat zijn A. luzonensis verwant was aan Crunomys, en hij vergeleek het dier ook vrijwel uitsluitend met dat geslacht. Deze verwantschap werd algemeen geaccepteerd en door Musser en Lawrence Heaney in 1992 zelfs nog formeel onderbouwd met zes gedeelde kenmerken, maar toen in 1998 de karyotypes van beide geslachten bekend werden, deed dat deze hypothese geen goed - deze karyotypes lijken namelijk nauwelijks op elkaar. Ook de gedeelde kenmerken bleken minder overtuigend dan ze eerst leken: sommige worden gedeeld met andere Filipijnse geslachten, terwijl andere kenmerken primitief zijn en dus geen bewijs vormen voor een verwantschap. Toen in 2005 voor het eerst genetische gegevens van beide geslachten werden gepubliceerd, bleek Mussers hypothese inderdaad incorrect. Chrotomys en Rhynchomys zijn nauw verwant aan Archboldomys en deze drie geslachten vormen een duidelijke groep, maar Crunomys bleek tegen alle verwachtingen in verwant te zijn aan Maxomys. In de derde editie van het standaardwerk Mammal Species of the World (2005) werd Archboldomys dan ook samen met Rhynchomys en Chrotomys in de "Chrotomys-divisie" geplaatst, terwijl Crunomys samen met Sommeromys tot de "Crunomys-divisie" werd gerekend.

## Beschrijving
Archboldomys omvat kleine, gedrongen, spitsmuisachtige muizen met een bruinachtige, grotendeels egale vacht. Leden van het geslacht kunnen worden herkend aan de geringe grootte (het gewicht bedraagt minder dan 50 g), de lengte van de staart (korter dan of net zo lang als de kop-romp), de lange, smalle achtervoeten met gereduceerde eerste en vijfde tenen, de zachte, dichte, donkere vacht, zonder stekels of een kleurpatroon, en een aantal kenmerken aan de schedel. De onderkant van de voorste aanhechtingsplaats van de zygomatische boog overlapt met de eerste kies. Op de eerste en tweede bovenkiezen is de knobbel t3 verdwenen of gereduceerd. Op de eerste kies is daarnaast de knobbel t9 versmolten met de t8, maar op de tweede kies is de t9 verdwenen. De derde kiezen zijn klein.

## Verspreiding, gedrag en ecologie
Archboldomys is een van de verschillende geslachten die endemisch zijn op Luzon. De drie soorten hebben allemaal een beperkte verspreiding in verschillende bergachtige gebieden op Luzon. In de Cordillera Central komt A. kalinga voor, die alleen in de gemeente Balbalan is gevonden. Op Mount Cetaceo in de Sierra Madre is A. musseri bekend. Het verspreidingsgebied van de derde soort, Archboldomys luzonensis, omvat alleen de geïsoleerde vulkaan Mount Isarog in het zuiden van Luzon. Alle exemplaren komen van grote hoogte: A. luzonensis is bekend van 1350 tot 2000 m, A. musseri van 1650 m en A. kalinga van 1600 tot 2150 m hoogte. Vrijwel alle exemplaren komen uit moswoud, een vorm van bos die op grote hoogte voorkomt en waarbij de bomen grotendeels met mos begroeid zijn.
Alle soorten zijn voornamelijk overdag actief. Ze eten voor zover bekend uitsluitend ongewervelden als regenwormen en insecten. De dieren leven voornamelijk op de grond, maar in het bijzonder A. luzonensis heeft mogelijk een deels gravende leefwijze en de andere twee soorten klimmen waarschijnlijk soms in bomen.

## Soorten
Er worden twee soorten in dit geslacht geplaatst:
- Archboldomys luzonensis Musser, 1982
- Archboldomys maximus Balete et al., 2012

De overige soorten zijn in 2012 verplaatst naar het geslacht Soricomys.
Aethomys-divisie ·
Apodemus-divisie ·
Arvicanthis-divisie ·

Chrotomys-divisie (Apomys · Archboldomys · Chrotomys · Rhynchomys) ·

Colomys-divisie ·
Crunomys-divisie ·
Dacnomys-divisie ·
Dasymys-divisie ·
Echiothrix-divisie ·
Golunda-divisie ·
Hadromys-divisie ·
Hybomys-divisie ·
Hydromys-divisie ·
Lorentzimys-divisie ·
Malacomys-divisie ·
Maxomys-divisie ·
Melasmothrix-divisie ·
Micromys-divisie ·
Millardia-divisie ·
Mus-divisie ·
Oenomys-divisie ·
Phloeomys-divisie ·
Pithecheir-divisie ·
Pogonomys-divisie ·
Pseudomys-divisie ·
Rattus-divisie ·
Stenocephalemys-divisie ·
Uromys-divisie ·
Xeromys-divisie ·
Niet-ingedeelde geslachten